# Murad 1.
 Der er for få eller ingen kildehenvisninger i denne artikel, hvilket er et problem. Du kan hjælpe ved at angive troværdige kilder til de påstande, som fremføres i artiklen.

Murad I (osmannisk-tyrkisk: مراد اول, tyrkisk: I. Murat Hüdavendigâr; født 29. juni 1326 i Amasya, død 15./28. juni 1389 under slaget på Solsortesletten) var sultan i det Osmanniske Rige fra 1362 til sin død.
Murad udvidede blandt andet riget i Europa og erobrede Sofia år 1385. Han grundlagde janitsharerne og lod sig krone til sultan i 1383. Murad besejrede mange tyrkiske emirater i Anatolien og i Europa, han erobrede også Adrianopel (nu Edirne), Saloniki (Thessaloniki) og Niš. Han vandt også det vigtige slag ved Maritsa år 1371 mod Det Serbiske zarrige. I følge fortællinger blev Murad myrdet i 1389 af serberen Miloš Obilic efter Slaget på Solsortesletten (i det nuværende Kosovo).
Begge de ledende hærførere, den serbiske fyrst Lazar og Murad I, omkom. Der er rejst et serbisk mindesmærke for Lazar, men også ét for Murad I på Solsortesletten.

## Eksterne hemvisninger
- Wikimedia Commons har flere filer relateret til Murad 1.